# KV47
KV47, acrònim de l'anglès King's Valley, és una tomba egípcia de l'anomenada Vall dels Reis, situada a la riba oest del riu Nil, a l'altura de la moderna ciutat de Luxor. Va ser utilitzada pel faraó Siptah de la dinastia XIX, encara que la mòmia de Siptah es va trobar en la KV35. A jutjar pels objectes trobats, també es va enterrar en ella a la seva mare, la reina Tiaa. Els cartutxos del rei van ser esborrats i posteriorment restaurats amb pintura. Hartwig Altenmüller i Anthony Spalinger creuen que les borraduras ocórrer al final de la dinastia XIX per raons religioses o polítiques.

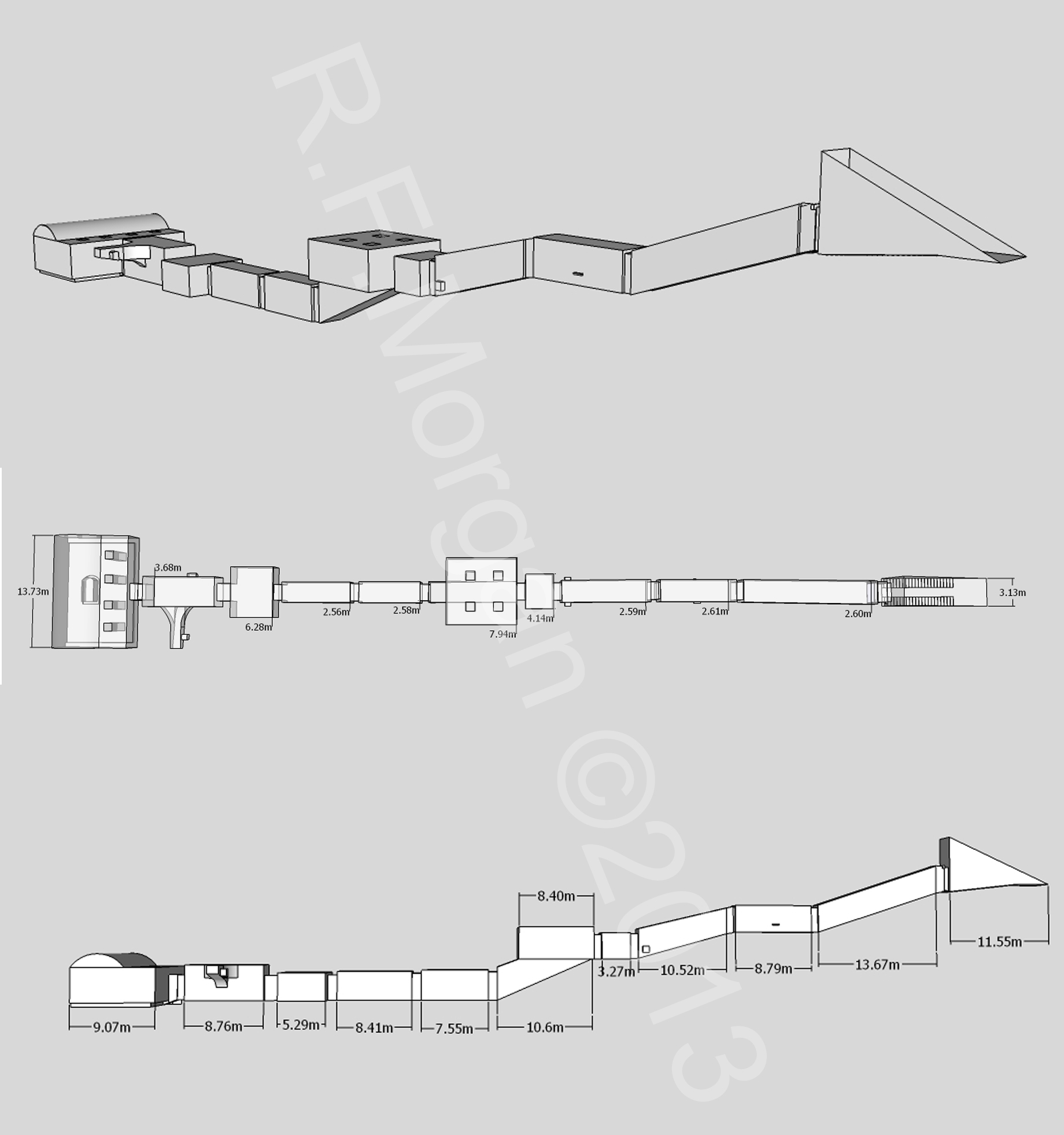
Vista isomètrica, planta i alçat de la KV47 partir d'un model 3D

## Descripció

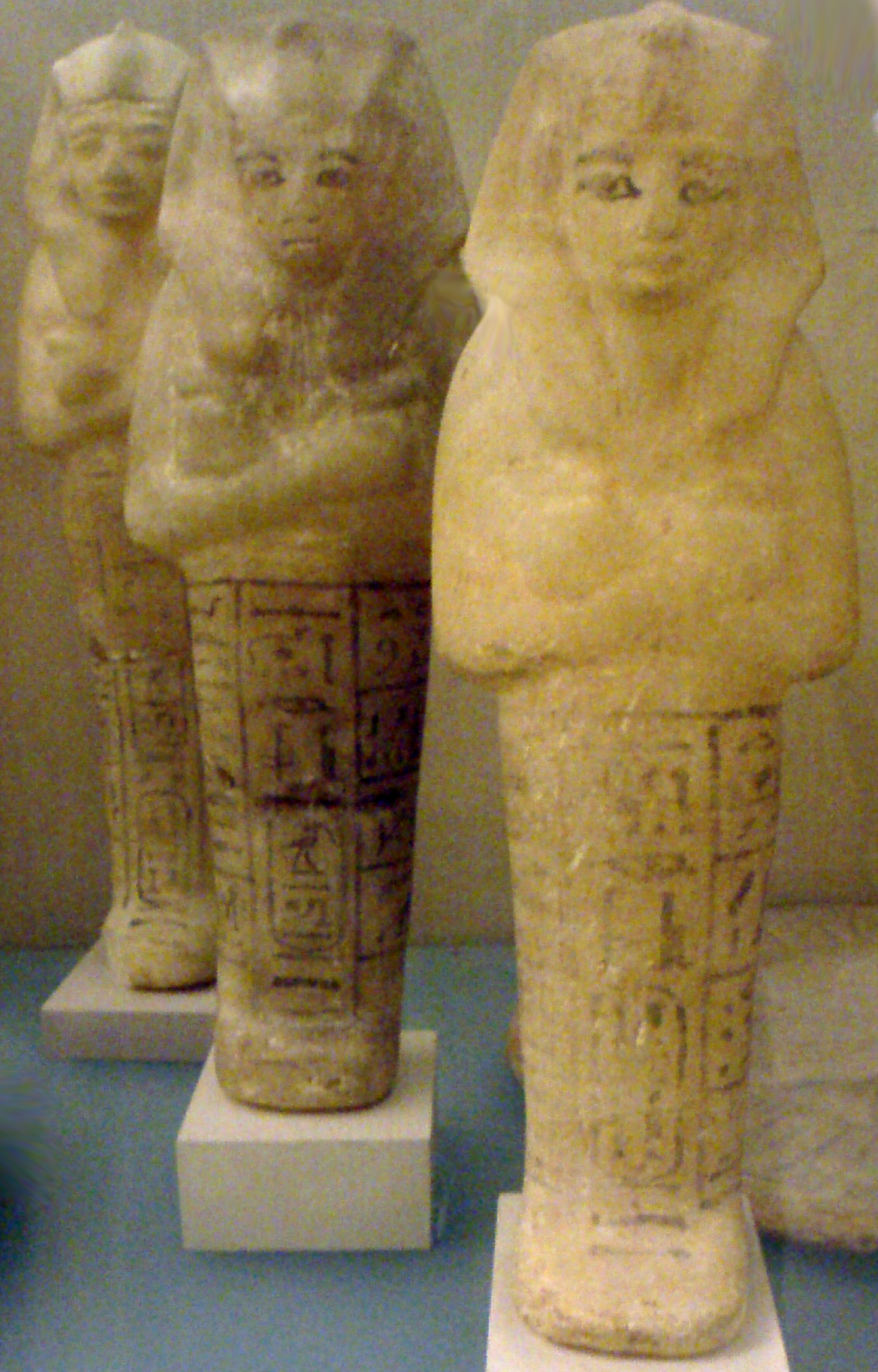
Uixebti trobats a la KV47

KV47 està situada al ramal sud-oest de la Vall. L'entrada de la tomba consisteix en una rampa amb escales, a les quals segueixen tres passadissos suaument inclinats seguits per un compartiment, una càmera amb columnes i altres dos passadissos que porten a la cambra funerària, que conté un sarcòfag de granit. La tomba va quedar inacabada, només els corredors i compartiment van ser enguixats i adornats amb escenes de la lletania de Ra, el llibre dels morts, llibre de l'Amduat, representacions dels difunts amb Ra, i el disc del sol i figures alades de Maat a les portes.
La cambra funerària és rectangular, de 13,73 m per 9,07, i d'una altura mitjana de 5,3 m., Té quatre columnes quadrades i està inacabada. Els contorns vermells de pintura a la paret posterior demostren on anaven a ser tallats els pilars addicionals. Hi ha un forat rectangular, sota el pis del compartiment. El sostre estava caigut a la zona on es troba el sarcòfag; restros del sostre es poden observar en els murs posterior, esquerre i dret. A causa de la mala condició de la roca, el front del compartiment i els seus pilars s'han ensorrat. No hi ha compartiments laterals.
El sarcòfag és de granit vermell, i té l'efígie del rei a la tapa, amb rastres de pintura groga i vermella a les mans, el ceptre i la cara. Les vores superiors dels laterals van ser danyats quan la tapa es va aixecar.